# Кэмпбелл, Джон, 1-й граф Атолл
Джон Кэмпбелл, 1-й граф Атолл (англ. John Campbell, Earl of Atholl; до 1306, около 1313 и около 1315 года — 19 июля 1333 года в Берике) — шотландский магнат.

## Происхождение и наследие
Джон Кэмпбелл происходил из семьи Кэмпбелл. Он был старшим сыном Нила Кэмпбелла (? — 1316) от его второго брака с Мэри Брюс (1282—1323). Его матерью была сестра короля Роберта I Брюса, близким последователем и доверенным лицом которого был его отец. Год его рождения является спорным, так как его мать попала в английский плен в 1306 году. Возможно, его родители поженились ещё до 1306 года, и Джон родился до того, как его мать попала в английский плен. В сентябре 1312 года его мать все ещё была в английском плену. Возможно, она была заменена ещё около 1313 года, но, вероятно, только после поражения Англии в битве при Бэннокбёрне в 1314 году Нил Кэмпбелл умер уже около 1315 года, после чего молодой Джон стал наследником большей части своих владений. Но часть владений его отца в Лохаве и Ардскеоднише получила сводный брат Джона Колин Кэмпбелл в феврале 1315 года, вероятно, ещё при жизни её отца. Джон унаследовал владения бывшего графства Атолл, а также треть годового дохода короны от замка Данди и феодального баронства Инверберви, среди прочего. Он жил в поместье Мулен в Пертшире.

## Сторонник Роберта I Брюса и служба в армии
Как и его отец, Джон Кэмпбелл был верным последователем своего дяди Роберта I, с которым он также был в его пользу. После 1323 года он принял титул графа Атолла, который, возможно, был пожалован ему его дядей ещё около 1320 года. Когда в 1332 году так называемые лишенные наследства вторглись в Шотландию, чтобы свергнуть Давида II Брюса, несовершеннолетнего сына и наследника Роберта I, Джон Кэмпбелл принадлежал к шотландской армии, которая противостояла захватчикам под командованием Домналла, 8-го графа Мара, хранителя Шотландии. Однако шотландская армия потерпела поражение в битве при Дапплин-Муре серьёзное поражение. Из пяти шотландских графов, участвовавших в битве, Джон Кэмпбелл был единственным, кому удалось спастись. В 1333 году Джон Кэмпбелл присоединился к шотландской армии, потерпевшей сокрушительное поражение в битве при Халидон-Хилле у Берика. Он пал в бою.

## Брак и наследство
Джон Кэмпбелл женился на Джоан Ментейт, дочери сэра Джона де Ментейта (ок. 1275 — ок. 1329). Она была вдовой Малиса, 7-го графа Стратерна (? — 1329). Этот брак остался бездетным. После его смерти его племянники Дугалл и Гиллеспик Кэмпбеллы, сыновья его сводного брата Колина Кэмпбелла, унаследовали владения Джона Кэмпбелла.
Его вдова Джоан позже вышла замуж за Мориса де Моравиа, графа Стратерна (1276—1346), а затем за Уильяма де Моравиа, 5-го графа Сазерленда (? — 1370).